# Lerneca occidentalis
Lerneca occidentalis är en insektsart som beskrevs av Andrej Vasiljevitj Gorochov 2007. Lerneca occidentalis ingår i släktet Lerneca och familjen syrsor. Inga underarter finns listade i Catalogue of Life.